# 大洗町立南小学校
大洗町立南小学校（おおあらいちょうりつ みなみしょうがっこう）は、茨城県東茨城郡大洗町にある公立小学校。

## 概要
- 本校は、大貫・夏海の両小学校を統合して開校した。

## 沿革
- 2015年（平成27年）12月8日 - 校章決定。
- 2016年（平成28年）
  - 3月23日 - 校歌制定（作詞:谷川俊太郎・作曲:池辺晋一郎）。同日、校歌発表会開催。
  - 3月25日 - 竣工式挙行。
  - 3月31日 - 大貫・夏海両小学校の閉校式挙行。
  - 4月1日 - 開校。
  - 4月6日 - 開校式挙行。
  - 4月7日 - 第1回入学式挙行。最初の新入生は、男子23名・女子23名の計46名。
- 2017年（平成29年）3月17日 - 第1回卒業式挙行。最初の卒業生は、男子33名・女子25名の計58名。
- 2018年（平成30年）10月29日 - 新体育館完成。

## 通学区域
- 港中央（町道6-06号線の南側地域）・大貫町・桜道・神山町・成田町[1]

## 周辺
- 大洗町立南中学校 - 同一敷地内で、なおかつ主な進学先中学校。
- 茨城県道16号大洗友部線
- 国道51号線
- 茨城サンビーチキャンプ場
- 大洗体験活動交流センター大洗海の大学
- 太平洋

## アクセス
- 大洗町コミュニティバス・大洗海遊「なっちゃん」で、「大洗南小中学校前」バス停下車。
- 鹿島臨海鉄道大洗鹿島線大洗駅から、上述の「大洗海遊・なっちゃん」で、「大洗南小中学校前」バス停まで13分。